# حداء الإبل

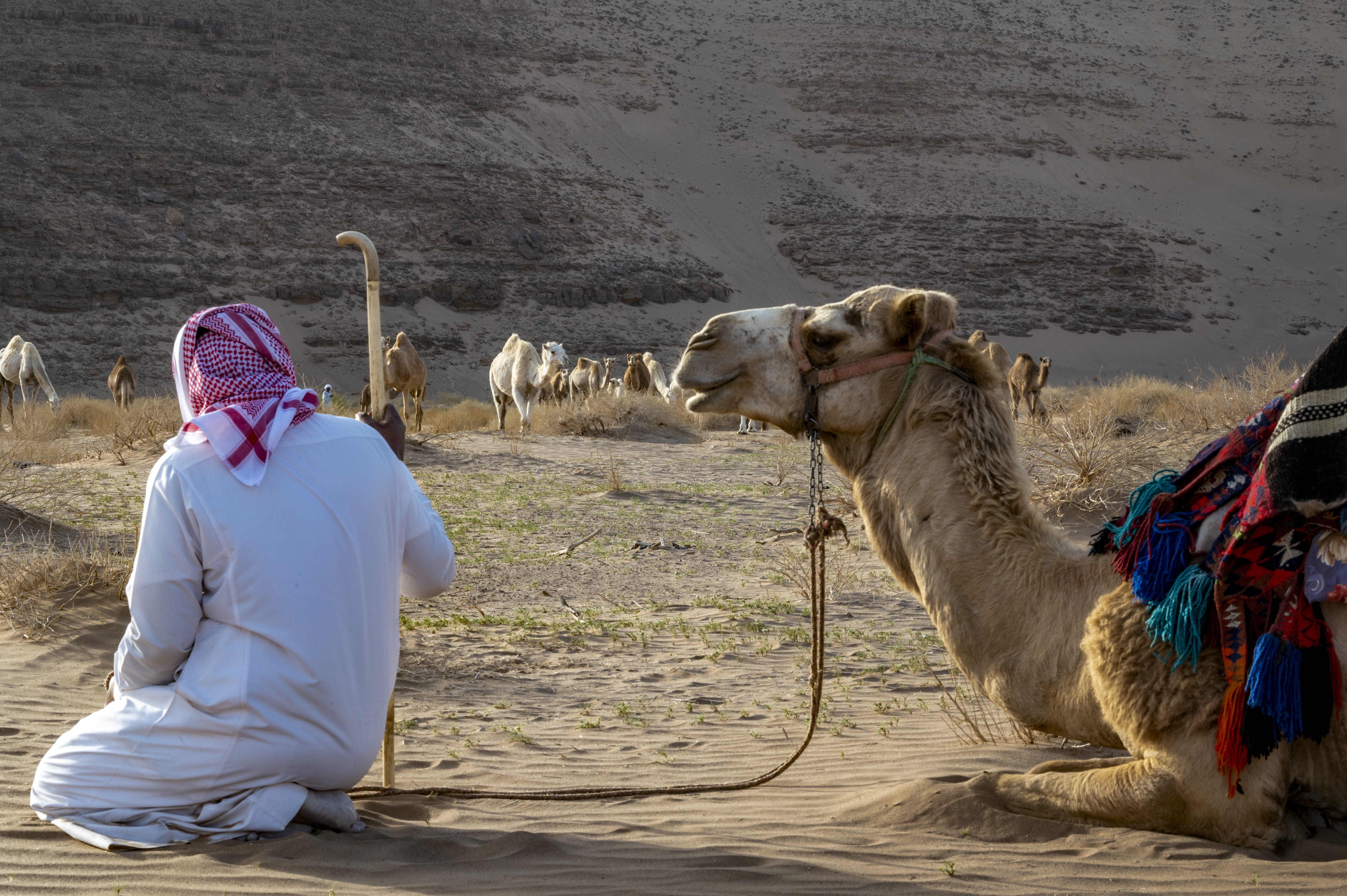
راعي الإبل مع قطيعه

حداء الإبل هو أحد التعابير الشفهية في تراث العرب، ويمكن تعريفه بأنها مجموعة من الأصوات التي يقوم بها رعاة الإبل للتواصل مع قطعانهم؛ وذلك لإيصال رسالة محددة في مناسبات مختلفة، وتتفاعل الإبل مع هذه الأصوات اعتماداً على اللحن، والطريقة التي درّبها عليها الراعي.

## تاريخ الحداء
يروى أن مضر بن نزار بن معد هو أول من (حدا) للإبل " بعد أن سقط من بعيره وانكسرت يده وصاح بصوته (وايداه! وايداه!)؛ وكان حسن الصوت؛ فأصغت إليه الإبل وجدّت في السّير؛ ومن هنا بزغت فكرة استعمال الحداء لنداء الإبل، ويذهب البعض إلى أن هذه الهمهمات ساعدت "الخليل بن أحمد الفراهيدي" على اكتشاف مفاتيح العروض والأوزان الشعرية.
ويقال: إن بداية "الحداء" كان عن طريق التدوية أو الدوّاة، وهو نداء الإبل بصوت رفيع، وجاء في بعض معاجم اللغة أن راعي الإبل إذا أراد أن يستحث إبله لتجيء إليه مسرعة؛ زجل بصوته وغنّى لها بكلمات مثل .. هَيد هيد، أو: هي دو هي دو. أو: دوه دوه. أو: ده ده بضم الدال. أو: داه داه، وهذا ما زال مستعملاً إلى اليوم جنباً إلى جنب مع الرجز، ولم يلغ أحدهما الآخر، وهو يختلف من بيئة إلى أخرى .
ثم تطور الدُّوّاة من مجرد همس أو صوت أو مناداة على الإبل إلى غناء شعري له طرقه وأساليبه ومفرداته الخاصة، ودخلت فيه مع مرور الزمن المعاني والكلمات الشعرية المغناة، والأشطر الموزونة، فجمع عذوبة الصوت وسحر القافية المستمد من بيئة البدو وثقافتهم الأصيلة .
ومما يُذكر في قوة تأثير الحداء في الإبل " أن أبا جعفر المنصور سأل حدّاءً، فقال له: ما بلغ من حُسن حدائك؟ قال: تُعطّش الإبل ثلاثاً فتُدنى من الماء، ثم أحدو فتتبع كلها صوتي، ولا تقرب الماء".

## موطن موروث الحداء
تمتد رقعة ممارسي هذا العنصر إلى العديد من مناطق المملكة، وذلك لانتشار مهنة رعي الإبل منذ القدم على مساحة شاسعة من الجزيرة العربية، حيث استأنس العرب الإبل منذ آلاف السنين حتى أصبحت جزءاً لا يتجزأ من حياتهم اليومية لتعدد استخداماتها في المأكل، والمشرب، والترحال، وغير ذلك من أمور الحياة في البادية.

## أنواع أصوات التواصل بين الإبل والراعي
تشتهر الإبل بتفاعلها العاطفي تجاه الراعي الذي يلازمها ويعتني بها، و في المجتمعات التي يمارس فيها الحداء يحرص ملاك الإبل على تدريب قطعانهم باستخدام مقطوعات من الأصوات التي يتم إصدارها بصوت الراعي المجرد أو ما يسمى بالـ(الهوبلة)، وفي منطقة جازان (جنوب غرب المملكة العربية السعودية)، فلدى الرعاة طريقتان في إخراج أصوات الحداء وهي: (الصالق: استخدام صوت الراعي المجرد)، أو (الوالش: يتشارك راعيان في إصدار الأصوات أحدهما بصوته المجرد، والآخر يقوم بالعزف على المزمار)، وقد يستخدم الرعاة أدوات أخرى كالعصا للتلويح أثناء إصدار تلك الأصوات، واللبيد لإصدار أصوات تجذب الإبل، ويعتمد الرعاة على تدريب قطعانهم للتفاعل في مناسبات محددة خلال اليوم مثل: (النداء للتجمع في الصباح، والتجمع حول المكان المخصص لشرب الماء، ونداء المرواح وهو التجمع في المساء).

## المناسبات التي يمارس فيها الحداء
هناك بعض المناسبات الأخرى التي يمارس فيها الحداء كاحتفالات الزواج، وغيرها من المناسبات الاجتماعية، وهناك بعض المسابقات التي تقام عادةً بين صغار الرعاة الذين يمتلكون أصوات جميلة، كما أن هناك نوعاً آخر من المسابقات يسمى “البطح”، ويؤدى فيها الحداء بطريقة مختلفة، حيث يقوم راعيان بجمع قطعانهما سويةً، والفائز هو من تستجيب له إبله، والإبل من القطيع المقابل.
وهناك أيضاً ما يسمى “الهجيج”، وهو سباق الإبل (من غير راكب)، حيث تقطع فيه الإبل مسافة تقدر بـ 20 كلم يقوم فيها الراعي بأداء الحداء لبث روح الحماسة في قطيعه، والقطيع الفائز هو من تسبق إحدى إبله في الوصول إلى خط النهاية.
ويعد حداء الإبل من التراث الذي تتوارثه الأجيال منذ القدم، ولم تكن ممارسته مقصورة على الرجال فقط، فقد عُرفت مجموعات من ممارسات الحداء كانت تقوم بها النساء في عدد من مناطق المملكة، ولا تقتصر كذلك على عمر معين، فحتى الأطفال يتم تدريبهم على ممارسة الحداء منذ الصغر.

## مناطق ومدن سعودية اشتهرت بالحداء
من أبرز المناطق والمدن السعودية التي يشتهر فيها حداء الإبل: (القصيم، جازان، تبوك، حفر الباطن، العُلا، رماح)، وغيرها من مواقع البادية التي يتوافر فيها نشاط تربية ورعاية الإبل.

## التسجيل في اليونسكو
في 30 نوفمبر 2022، نجحت المملكة العربية السعودية بالتعاون مع سلطنة عُمان، ودولة الإمارات العربية المتحدة، بتسجيل عنصر "حداء الإبل" ضمن القائمة التمثيلية للتراث الثقافي غير المادي لمنظمة الأمم المتحدة للتربية والعلم الثقافة "اليونسكو".